# Det rara gamla paret
Det rara gamla paret är en kuplett av Karl Gerhard som handlar om positivhalaren Djurgårds-Kalle och hans Emma. 
Karl Gerhard spelade in olika versioner av kupletten tillsammans med bland andra adoptivdottern Fatima , Zarah Leander och Evert Taube . Han och Zarah framförde också "Det rara gamla paret" på scen.

### Fotnoter
1. ↑  ”Svensk mediedatabas”. http://smdb.kb.se/catalog/id/000080230. Läst 23 mars 2011.
2. ↑  ”Svensk mediedatabas”. http://smdb.kb.se/catalog/id/001479425. Läst 23 mars 2011.